# 빅토르 루이스 토레
빅토르 루이스 토레(Víctor Ruiz Torre, 1989년 1월 25일. 에스플루게스 데 요브레가트 ~)는 스페인의 축구 선수로, 현재 에스파뇰에서 센터백로 뛰고 있다.

## 클럽 경력

### 에스파뇰
에스푸그에스 데 르브레가트에서 태어난 르이즈는 2006년 17세 때 이웃인 UE 코르넬라에서 RCD 에스파뇰의 청소년 시스템에 들어왔다. 2008–09 시즌에 그는 선수 데뷔를 하였고, 예비팀이 테르세라 디비시온 그룹에서 우승하고 이후 플레이오프에서 승격하는 데 기여했다.
르이즈는 2009년 12월 6일에 첫 팀 데뷔를 하였고, 라싱 데 산탄데르를 상대로 4-0으로 집에서 패배하며 선발 출장하고 경고를 받았다. 마우리시오 포체티노 감독은 그를 그 시즌 추가로 21경기에 출전시켰고, 팀은 결국 11위로 마무리했다; 그는 말라가 CF (원정 1-2 패배)와 아틀레티코 마드리드 (홈 3-0 승리)를 상대로 두 골을 추가했다.

### 나폴리와 발렌시아
2010–11 시즌에 르이즈는 에스파뇰에서 첫 15라운드 모든 경기에 출전했다. 2011년 1월 31일, 그는 4년 반 계약에 600만 유로의 현금으로 SSC 나폴리로 이적되었으며, 같은 날 이탈리아팀이 스페인 팀과 대여 중인 헤수스 다톨로의 스포팅 권리를 양도했다.
르이즈는 2011년 8월 30일에 800만 유로로 5년 계약을 맺고 나라로 돌아와 발렌시아 CF와 계약했다. 그는 9월 10일에 공식 데뷔를 하여 홈에서 아틀레티코 마드리드를 상대로 1-0으로 승리한 경기에서 전반 90분을 플레이했다.
2013년 12월 12일, 르이즈는 2013-14 UEFA 유로파 리그의 FC 쿠반 크라스노다르와의 그룹 스테이지 경기에서 디지브릴 시세에 대한 전문적인 파울로 1-1로 홈에서 무승부로 카드가 퇴장당했다.

### 빌라레알
2015년 7월 1일, 1년간의 대여 계약을 끝낸 후 르이즈는 초기 270만 유로에 발렌시아 공동체의 빌라레알 CF로 이적했으며, 최대 300만 유로까지 오를 수 있다. 그는 2015년 8월 23일에 두 번째 시즌에서 첫 경기에서 출전하여 레알 베티스와 1-1로 무승부를 이룩한 경기에서 선발 출전하고 완장을 찍었다.
르이즈는 2017년 4월 7일에 비야레알에서의 첫 리그 골을 넣었는데, 그 경기에서는 후반 15분 전에 직접적인 레드 카드를 받았다.

### 베시크타시와 베티스
2019년 8월 7일, 르이즈는 3년 계약으로 베슈티쉬 JK에 합류했다. 그는 1년 후에 스페인 상위 리그로 돌아와서, 베티스와 1년 계약을 맺었다.
르이즈는 2021년 6월 4일에 베니토 비야마린 경기장에서 2023년까지의 계약 연장에 동의했으며, 그 계약 종료 후에 그는 떠났다. 그 사이에 그는 2021–22 코파 델 레이에서 그의 첫 번째 주요 영예를 위해 이 기여했으나, 이 기여는 단 세 경기로 제한되었다.

### 에스파뇰 복귀
2023년 9월 20일, 르이즈는 1년 계약으로 자신의 첫 번째 프로 클럽인 에스파뇰로 돌아갔다.

## 국가대표 경력
에스파뇰에서의 프로 데뷔 이후, 루이스 미야 감독으로부터 스페인 U-21 국가대표팀에 차출되었다. 2011년 2월 8일, 덴마크와의 친선경기에서, 그는 그를 인저리 타임에 골을 넣고 앞에서 조롱한 니키 빌레의 얼굴을 주먹으로 가격하여 퇴장당하였다.

## 수상
RCD 에스파뇰 B
- 테르세라 디비시온: 2008-09

스페인 U-21
- UEFA U-21 챔피언쉽: 2011